# جائحة فيروس كورونا في غانا
تُعد جائحة كوفيد-19 في غانا جزءًا من الجائحة العالمية لمرض فيروس كورونا (كوفيد-19) المسبب لمتلازمة الالتهاب الرئوي الحاد 2 (SARS-CoV-2). شُخصت أول حالتين في غانا في 12 مارس 2020، عندما عاد شخصان من النرويج وتركيا.

## خلفية
أكدت منظمة الصحة العالمية في 12 يناير 2020 أن فيروس كورونا الجديد كان مسببًا لمرض تنفسي أصاب مجموعة من الناس في مدينة ووهان بمقاطعة هوبي بالصين. أُبلغت منظمة الصحة العالمية بذلك في 31 ديسمبر 2019.

## الجدول الزمني وتسليط الضوء على الأحداث
بعض النقاط البارزة للأحداث على مدى الأشهر التي تلت تسجيل غانا حالتها الأولى:

### مارس 2020
في هذا الشهر كانت بداية تشخيص الحالات، ورد حكومة غانا وكذلك الحظر والقيود.

#### الحالات المبكرة المبلغ عنها
سجلت مناطق أكرا الكبرى وشانتي وأعالي الغرب حالات إصابة في مارس. أعلن وزير الصحة كواكو أجييمانغ مانو في مؤتمر صحفي طارئ في 12 مارس 2020 عن أول حالتين مشخصتين في غانا (في أكرا). كانت الحالتان من الأشخاص الذين عادوا إلى البلاد من النرويج وتركيا ما جعلهما أول حالات كوفيد-19 نشطة في غانا. بدأ تتبع اتصال هاتان الحالتين في غانا. من بين الحالتين الأوليين المبلغ عنهما في غانا، كانت إحداهما تعود إلى ضابط كبير في السفارة النرويجية في غانا كان قد عاد من النرويج، بينما كان الآخر موظفًا في مكاتب الأمم المتحدة في غانا وعاد من تركيا.

#### رد الحكومة

##### الأمور المالية
بدأ رئيس غانا نانا أكوفو أدو في تقديم سلسلة من بيانات الدولة بشأن كوفيد-19 في مارس معلنًا عن توفير ما يعادل 100 مليون دولار أمريكي من العملة الغانية (سيدي) من أجل تعزيز خطة التأهب والاستجابة لفيروس كورونا في غانا.

##### الحظر والقيود
حظرت حكومة غانا في بادئ الأمر جميع التجمعات العامة بما في ذلك المؤتمرات وورش العمل والجنازات والمهرجانات والتجمعات السياسية والأنشطة الكنسية وغيرها من الأحداث ذات الصلة للحد من انتشار الفيروس وأُغلقت الشواطئ أيضًا. أُغلقت المدارس الأساسية والمدارس الثانوية والجامعات العامة والخاصة. سُمح فقط للمتقدمين إلى إمتحانات الشهادات بالبقاء في المدارس مع الحفاظ على بروتوكولات التباعد الاجتماعي.
توقفت عمليات السفر إلى غانا من البلدان التي سجلت أكثر من 200 حالة إصابة بكوفيد-19 بشدة مع عدم قبول هؤلاء المسافرين؛ ولكن هذا التقييد لم ينطبق على المواطنين الغانيين والأشخاص الذين يحملون تصاريح إقامة. أُغلقت جميع حدود البلاد لاحقًا لمدة أسبوعين اعتبارًا من منتصف ليل الأحد 22 مارس 2020. وعُلقت خدمات جوازات السفر.
في 30 مارس، بدأ سريان الإغلاق الجزئي لأكرا وكوماسي، مع استثناء أعضاء السلطة التنفيذية والتشريعية والقضائية؛ وبعض الخدمات كتلك التي شاركت في إنتاج وتوزيع وتسويق الأغذية والمشروبات والأدوية والأدوية والأكياس الورقية والبلاستيكية ووسائل الإعلام والاتصالات من الحظر.

##### التطهير والتبخير
أعلن الحاكم المحلي تطهير 137 سوقًا في منطقة أكرا الكبرى.

##### الخدمات الصحية
في 26 مارس، سُجلت 64 حالة جديدة ما زاد عدد حالات غانا إلى 132. وفي اليوم نفسه، استدعت رسالة كتبها ووقعها المدير العام في غانا جميع الموظفين من عطلهم إلى الخدمة الصحية الفعلية. كان هذا للمساعدة في استيعاب عبء العمل على المراكز الصحية. وأعلنت وزارة الصحة الغانية تغطية خاصة للتأمين على الحياة للمهنيين في الخطوط الأمامية للتعامل مع الوباء. أُمّن العمال تحت غطاء التأمين الجماعي على الحياة، مع مبلغ ضمان قدره 350,000 سيدي غاني لكل حياة.

### أبريل 2020

#### الحالات المبلغ عنها
ارتفع عدد الحالات خلال شهر أبريل إلى 2,074 في نهاية الشهر. سُجلت الحالات في معظم مناطق غانا، وبعضها قادم من أولئك الذين دخلوا عبر طرق غير معتمدة على طول الحدود بين غانا وتوغو

#### رد الحكومة

##### التطهير والتبخير
كانت هناك عدة عمليات تطهير للأسواق في مناطق الشمال والشمال الشرقي والسافانا وكذلك المنطقة الشرقية. تعاونت وزارة الحكم المحلي والتنمية الريفية مع شركة موديربيست وزومليون غانا في إجراء العملية.
أعلن المدير العام للخدمات الصحية في غانا في مؤتمر صحفي عن بدء الإنتاج المحلي لكمامات الأنف بصفتها جزءًا من الجهود لوقف انتشار الوباء.
وانضمت خدمة التعليم في غانا وشركة زومليون غانا المحدودة لإطلاق مبادرة لتطهير جميع المدارس الثانوية العليا والخاصة والتقنية في البلاد للحد من انتشار الوباء.

##### الحظر والقيود
مدد الرئيس إغلاق الحدود لمدة أسبوعين آخرين اعتبارًا من منتصف ليل الأحد 5 أبريل 2020.
وجوب فرض الاستخدام الإلزامي للأقنعة من قبل الشركات والمنظمات.

### مايو 2020

#### الحالات المبلغ عنه
كانت النقاط الساخنة المحددة في أكرا الكبرى، وأشانتي والمناطق الوسطى. في أكرا الكبرى، سجلت مقاطعات تيما متروبوليتان وأكرا متروبوليتان وكلوتي كورلي وكيبونغ كاتامانسو أعلى ارتفاعات حيث احتلت تيما المرتبة الأولى تليها مناطق أبليكوما وأوكايوي الجنوبية والشمالية وأشيامان وأدينتا وكذلك بلدات جاه الوسطى. في منطقة أشانتي، سجلت لأوبواسي أعلى الأرقام تلتها كوماسي وأوفوريكروم ونكاوي. مناطق أخرى كانت تافو القديمة، أسوكوا، وبلدية كوماسي، وكوماسي متروبوليس وسوامي التي لديها أعداد عالية أيضًا. مقاطعة كومندا-إيدينا-إيجافو-أبريم (كيه إي إي أيه)، وكيب كوست، وأجوماكو هي المناطق ذات الأعداد المرتفعة في المنطقة الوسطى.
أظهرت نتيجة اختبار 695 شخصًا في مصنع لتجهيز الأسماك في تيما نتائجًا إيجابية بعد إصابة عامل بالفيروس واحتمالية إصابة أكثر من 500 عامل هناك في حالة انتشارها على نطاق واسع. اختُبر جميع موظفي الشركة البالغ عددهم 1300، لكن 95% من الأشخاص المتضررين سجلوا اختبار أول سلبي.
في 29 مايو 2020، تأكد أن 50 عاملًا في حقل اليوبيل الذي تديره شركة تولو النفطية قد ثبتت إصابتهم بالفيروس.

#### رد الحكومة

##### الحظر والقيود
- في 11 مايو 2020، منحت حكومة غانا -من خلال مكتب هيئة السياحة الغانية- الفنادق والحانات والمطاعم الإذن بإعادة الفتح ولكن بموجب إجراءات تباعد اجتماعي معززة.[28][29]
- مدد الرئيس في خطاب متلفز الحظر على التجمعات الاجتماعية حتى اليوم الأخير من مايو 2020.[30]

### يونيو 2020

#### الحالات المُبلَغ عنها
- في 13 يونيو، ثبتت إصابة وزير الصحة بالمرض، وقُبِل في مركز جامعة غانا الطبي في العاصمة أكرا.[31] بعد ذلك بيومين، أعلن وزير المعلومات أن وزير الصحة يتعافى حاليًا في منزله.[32]
- أكد الرئيس أيضًا أن المديرة التنفيذية للجنة مقاطعة سيكوندي-تاكورادي، كابينا كوريتسي، قد توفت جراء كوفيد-19.[33]
- في 16 يونيو 2020، ثبتت إصابة المدير التنفيذي للهيئة الوطنية للتأمين الصحي بالفيروس.[34]
- في 24 يونيو 2020، حُجِز وزير التعليم في مركز جامعة غانا الطبي بسبب مخاوف من إصابته بالفيروس.[35] لقد أبلغ عن نفسه للمشفى عندما شعر بأنه ليس على ما يرام. قُبِل نائب في البرلمان عن دائرة أوكيري في نفس المنشأة التي قُبِل بها وزير التعليم.[36]

#### استجابة الحكومة
- اعتبارًا من بداية يونيو، كان هناك تخفيف لبعض القيود. سُمِح ببدء الشعائر الدينية يوم الجمعة 5 يونيو مع الإلزام باستخدام أقنعة الأنف، وبتجمعات لا تتجاوز 100 شخص. سُمِح بالدفن الخاص بحضور ما لا يزيد عن 100 شخص. بشكل مماثل، يمكن عقد حفلات الزفاف والتجمعات الاجتماعية الأخرى بحضور ما لا يزيد عن 100 شخص. بقيت حدود غانا مغلقة.
- أعلن الرئيس أنه بدءًا من منتصف يونيو يمكن لطلاب السنة الأخيرة من المدارس الإعدادية والثانوية والجامعات أن يعودوا لمدارسهم. بدأ طلاب السنة الأخيرة في العديد من مؤسسات التعليم العالي البالغ عددها 234 بالعودة إلى حرم الجامعة في 15 يونيو لحضور بضعة أسابيع من الصفوف والامتحانات النهائية. بدأ أيضًا تبخير جميع المدارس في كل أنحاء الدولة مع توقعات بفتح المدارس الإعدادية في 22 يونيو والمدارس الثانوية في 29 يونيو.[37][38]
- وفقًا للوثيقة التنفيذية الجديدة، أي إل 164، التي وقع عليها الرئيس في 15 يونيو 2020، يمكن أن يواجه الأشخاص الذين يرفضون ارتداء أقنعة الوجه في الأماكن العامة أحكامًا بالسجن تتراوح ما بين 4 – 10 سنوات أو دفع غرامة تتراوح ما بين 12,000 سيدي غاني (أي ما يعادل 2,065 دولار أمريكي) – 60,000 سيدي غاني (أي ما يعادل 10,320 دولار أمريكي) أو كلاهما.
- وافق الرئيس على بناء منشآت إضافية لأسرة عناية مركزة في منطقة أكرا الكبرى لتعزيز إدارة حالة كوفيد-19 في الدولة. وأكد الرئيس أيضًا استمرار بناء مركز علاج جديد في منطقة أشانتي ضمن الجهود المبذولة لإدارة حالات الإصابة بالمرض في غانا.  [39]
- قللت الحكومة المخاوف المتعلقة بتطبيق سياسة التخريج الجديدة من المشفى لمرضى كوفيد-19 والتي كانت تتماشى مع التوصيات المنقّحة لمنظمة الصحة العالمية والتي سمحت بتخريج مرضى كوفيد-19 غير العرضيين بعد 14 يومًا من دون إجراء فحص. أكدت الحكومة على الإرشادات التي ستمنح لشرطة غانا بشأن الارتداء الإلزامي لأقنعة الوجه. قال وزير المعلومات إن التواصل من التسلسل الهرمي للشرطة سيعالج الارتباك الذي ربما تكون قد سببته خطة التنفيذ.[40][41]
- طلبت الحكومة من المؤسسات تعزيز تدابير السلامة لإيقاف انتشار مرض كوفيد-19 بين الموظفين. صرح بذلك وزير المعلومات في مؤتمر صحفي في العاصمة أكرا. أعلنت شركة غانا المحدودة للمياه أن الأشهر الثلاثة من «الماء المجاني» التي أعلنتها حكومة غانا في أبريل ستنتهي في 30 يونيو 2020.[42][43]

### يوليو 2020

#### الحالات المُبلَغ عنها
- توفي الأمين العام السابق للحزب الوطني الجديد بعد ثبوت إصابته بكوفيد-19 في وحدة العناية المركزة في مشفى كورلي-بي يو التعليمي. ثبتت إصابة مدير حملة الحزب الوطني الجديد ونائب وزير التجارة والصناعة بكوفيد-19، وأُدخِلا إلى مشفى كورلي-بي يو التعليمي.[44][45] أُكِّد فيما بعد تعافي نائب وزير التجارة من الفيروس.[46]
- توفي جراح استشاري في مشفى تراست بعد ثبوت إصابته بكوفيد-19، وهو رابع طبيب يتوفى جراء هذا المرض في غانا.[47]
- خضع رئيس غانا، نانا أكوفو أدو، لعزلة ذاتية مدة 14 يومًا بعد ثبوت إصابة شخص من دائرته المقربة بكوفيد-19.[48][49][50] ثبتت إصابة 6 فتيات من مدرسة ثانوية في العاصمة أكرا بكوفيد-19.[51]
- أعلن مشفى كورلي-بي يو التعليمي إيقاف كل الحالات الجراحية غير الإسعافية مدة أسبوعين لحماية المراجعين والكادر من الإصابة بكوفيد-19.[52] أُكِّد أيضًا إصابة مدرّس في مدرسة أكرا الثانوية للبنات، وقد ثبتت إصابة زوجته أيضًا.[53]
- ثبتت إصابة رئيس وزراء غانا، وقد أكّد ذلك وزير المعلومات.[54] قال المدير العام لهيئة غانا الصحية إنه قد جرى اتخاذ تدابير لتتبع الحالات المشبوهة لمرض كوفيد-19 في بعض المدارس الثانوية في غانا.[55][56]
- دعا العلماء إلى مراجعة بروتوكولات سلامة كوفيد-19 بعد توفر دليل على أن الفيروس يمكن أن ينتشر في الهواء.[57] وقد خرج وزير التعليم من المشفى بعد ثبوت إصابته بالمرض.[58]
- ثبتت إصابة 55 شخصًا بكوفيد-19. أُكد السلطات حدوث ذلك في مدارس غانا الثانوية للبنات.[59] تعافى 7 من أصل 55 شخصًا قد ثبتت إصابتهم، وخرجوا من المشفى.[60]
- سجلت مدرسة متوسطة في منطقة أوتي حالة إصابة بكوفيد-19.[61]
- وفقًا لمديرية التعليم، سُجِّلت 62 حالة إصابة بكوفيد-19 في 7 مدارس في منطقة أكرا الكبرى.[62] ثبتت إصابة عشرة طلاب مدارس ثانوية بكوفيد-19 في أهافو.[63] تعافى 6 طلاب من الفيروس في منطقة أهافو.[64]
- سُجِّلت 6 مدارس ثانوية في المنطقة الغربية حالات إصابة بكوفيد-19.[65]

#### استجابة الحكومة
- ضمن الجهود المبذولة لضمان إدارة حالات كوفيد-19 في العاصمة أكرا، أعلنت لجنة المدينة أنها قد خططت لبناء مركز عزل في عيادات ضاحية كانيشي.[66]
- خصصت الحكومة 80 مليون سيدي غاني من أجل دفع حوافز للعاملين في مجال الصحة الموجودين في الخط الأول وذلك في إطار الاستعداد لجائحة كوفيد-19 في غانا.[67]
- بحسب وزير المعلومات، أخذ الرئيس بعين الاعتبار اختيارات لتقليل انتشار مرض كوفيد-19.[68]
- قالت الحكومة إنها قد شرعت بتوسيع مراكز علاج كويد-19 في جميع أنحاء غانا. وذلك لتوفير المزيد من الخدمات اللوجستية والأسرة لإدارة كوفيد-19.[69]
- نشرت الحكومة أكثر من 200 فردًا لمراقبة حالات كوفيد-19 في المدارس الثانوية.[70]
- أجلت المحكمة العليا في غانا جميع القضايا التي كانت من المقرر عرضها في يوليو.[71]
- اخذت الحكومة تفتيش المكاتب بعين الاعتبار من أجل تطبيق بروتوكولات السلامة لكوفيد-19.[72] هدد رئيس باسم البرلمان بمعاقبة أعضاء البرلمان الذين انتهكوا بروتوكولات كوفيد-19.[73]
- زعم رئيس سابق أن الحكومة قد أخطأت في الاستجابة الوطنية لكوفيد-19.[74][75]
- أنفق صندوق الائتمان الوطني أكثر من 32 مليون سيدي غاني للمساعدة في مكافحة كوفيد-19 في غانا.[76][77][78][79]

## حالات العدوى لدى العاملين في مجال الصحة
في 20 مايو 2020، أُكِّد إصابة 30 عاملًا صحيًا بالفيروس في منطقة أشانتي خلال فترة عملهم. وقد أكد ذلك المدير الإقليمي لهيئة الخدمات الصحية. كان الأشخاص المصابون من عمال الخط الأمامي الذين يتصدون للمرض في المنطقة. أُكِّد حدوث 173 حالة إصابة جديدة ما رفع عدد الحالات في غانا إلى 6,269 وفقًا لهيئة صحة غانا. تعافى 125 شخصًا جديدًا ما رفع عدد الأشخاص المتعافين إلى 1,898.
في 18 يونيو 2020، أّكِّدت إصابة 97 عامل صحة في منطقة أشانتي بالفيروس. أعلن عن ذلك المدير الإقليمي لهيئة الخدمات الصحية من خلال مؤتمر صحفي له في مدينة كوماسي.  
في 24 يونيو 2020، ثبتت إصابة المدير التنفيذي لمشفى كورلي-بي يو التعليمي بالفيروس. خضع ثلاثة أشخاص من كادرها للعزل. أكدت مؤسسة علماء المخابر الطبية في غانا وفاة أحد أعضائها جراء الفيروس. كان يعمل في مشفى بلدية ويجا جباوي.
قال المستشار الرئاسي لشؤون الصحة إن مسؤولو الصحة لن يجروا تدريبات على الفحوص الشامل لفيروس كورونا في غانا لأن هذه النهج مكلف ولن يقلل من انتشار الفيروس.
قال معهد نوغوشي التذكاري للبحوث الطبية إنه قد أجرى تدقيقًا لفحص كوفيد-19، ويأمل في إزالة تراكم 7,000 عينة لم تُفحَص بعد.
قال مدير عام هيئة صحة غانا إنه كان من المقرر أن يقيم فريقٌ الظروف التي يتأثر بها موظفو الخط الأمامي الصحي بالفيروس.
زعمت اتحاد العاملين في مجال الصحة أن أكثر من 770 عاملًا في مجال الصحة قد أصيبوا بمرض كوفيد-19 بسبب نقص معدات الحماية الشخصية. أعلنت منظمة الصحة العالمية عن تقييم مستقل لاستجابة العالم لوباء كوفيد-19.
استمر معهد نوغوشي التذكاري للبحوث الطبية بتتبع الأشخاص الذين قد خُرِّجوا من المشفى بموجب برتوكولات التخريج الجديدة الخاصة بكوفيد-19.
أثار الممارسون الطبيون الخاصون تساؤلات حول كيفية إدارة البلاد لكوفيد-19 بعد حدوث التفشي الأول للمرض.
ثبتت إصابة نحو 2,065 عاملًا في مجال الصح بكوفيد-19 في غانا.
ثبتت إصابة 24 عاملًا في مجال الصحة في منطقة أهافو. كشف عن ذلك المدير الإقليمي في مقابلة له.
سجلت إحدى مدارس التدريب على التمريض في المنطقة الغريبة حالات إصابة بكوفيد-19.
أصيب ستة من العاملين في مديرية الصحة الإقليمية الشمالية بالفيروس. أصيب أيضًا 22 موظفًا بالفيروس. وأصيب أيضًا 32 من العاملين في مجال الصحة بالفيروس في مشفى تاميل التعليمي.

## ترتيب غانا في أفريقيا
في يونيو 2020، كانت غانا في المرتبة الرابعة ضمن الدول التي تحوي أكبر عدد من حالات الإصابة بكوفيد-19 في إفريقيا بوجود نحو 12,929.

## التدابير الوقائية
في 15 مارس 2020، تم التشديد على السفر إلى غانا حتى إشعار آخر وكذلك عدم السماح للمسافرين من البلدان التي تم تسجيل فيها 200 حالة على الأقل من فيروس كورونا. ومع ذلك، لا ينطبق هذا القيد على مواطني غانا والأشخاص الذين يحملون تصاريح إقامة.
كما أُعلن عن صفحة ويب لتقديم تحديثات ومعلومات رسمية.
في 15 مارس 2020، الساعة 10 مساءً، حظرالرئيس الغاني نانا أكوفو أدو ، في تصريح صحفي حول حالة الفيروس، جميع التجمعات العامة بما في ذلك المؤتمرات وورش العمل والجنازات والمهرجانات والتجمعات السياسية وأنشطة الكنيسة وغيرها من الأحداث ذات الصلة للحد من انتشاره.